# Sinegorski
Sinegorski (en rus: Синегорский) és un poble (un possiólok) de l'óblast de Saràtov, a Rússia, segons el cens del 2010 tenia 775 habitants. Pertany al districte municipal d'Ozinki.